# Maximilianstraße

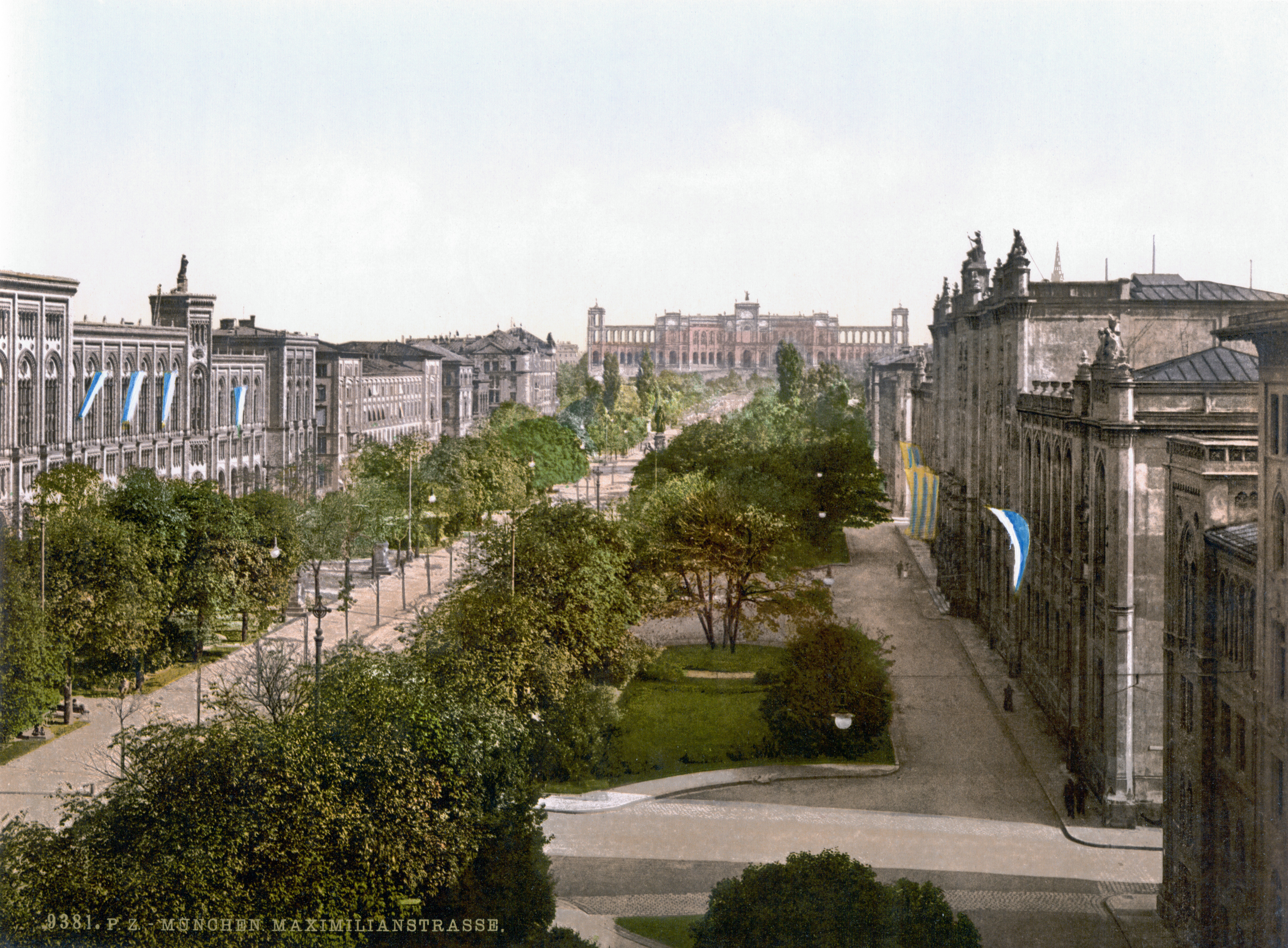
Vista en 1900

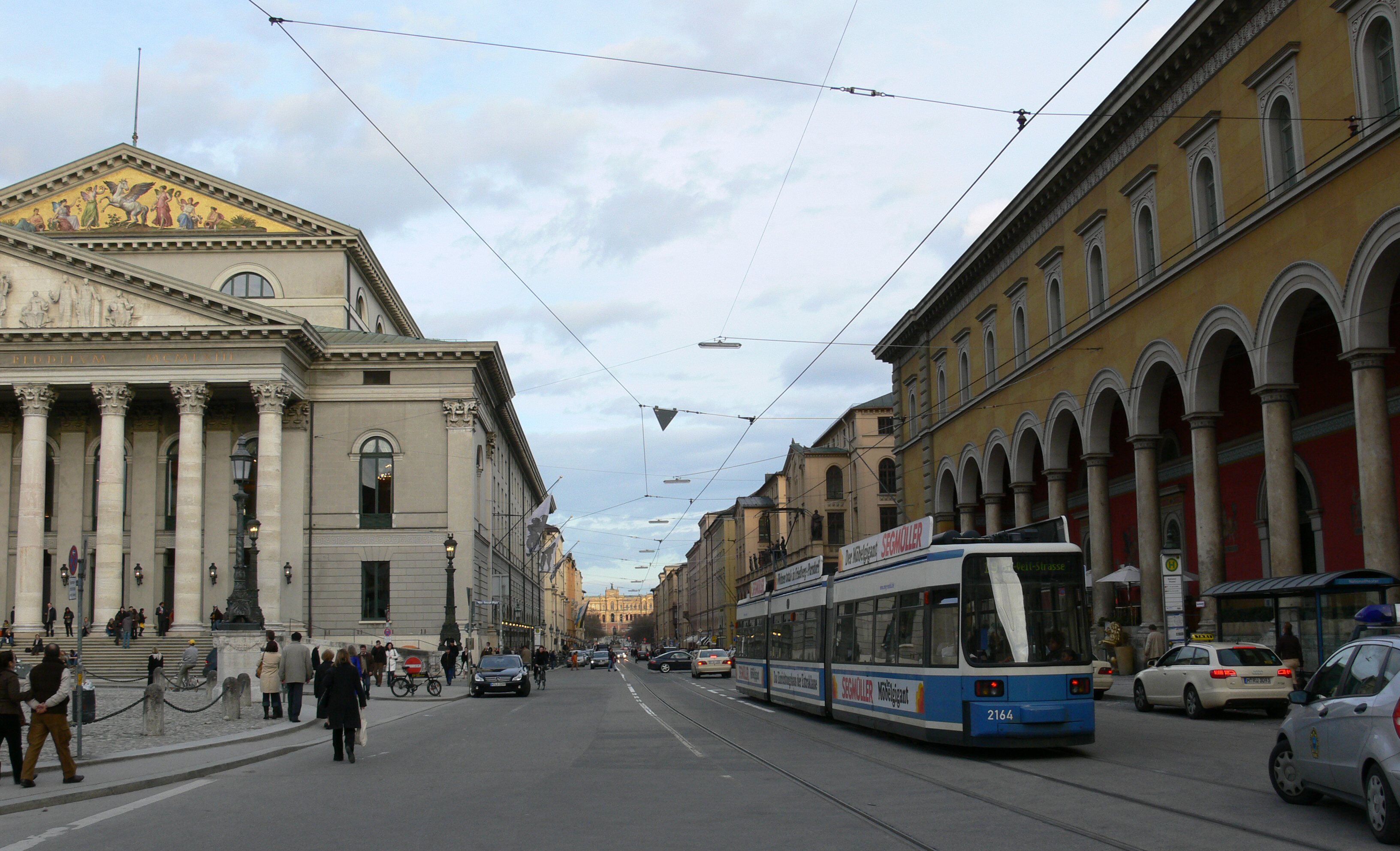
Vista en 2006

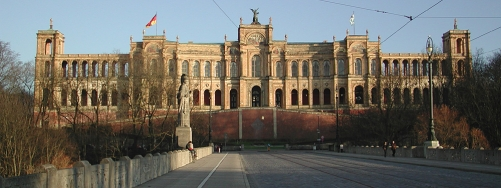
El Maximilianeum

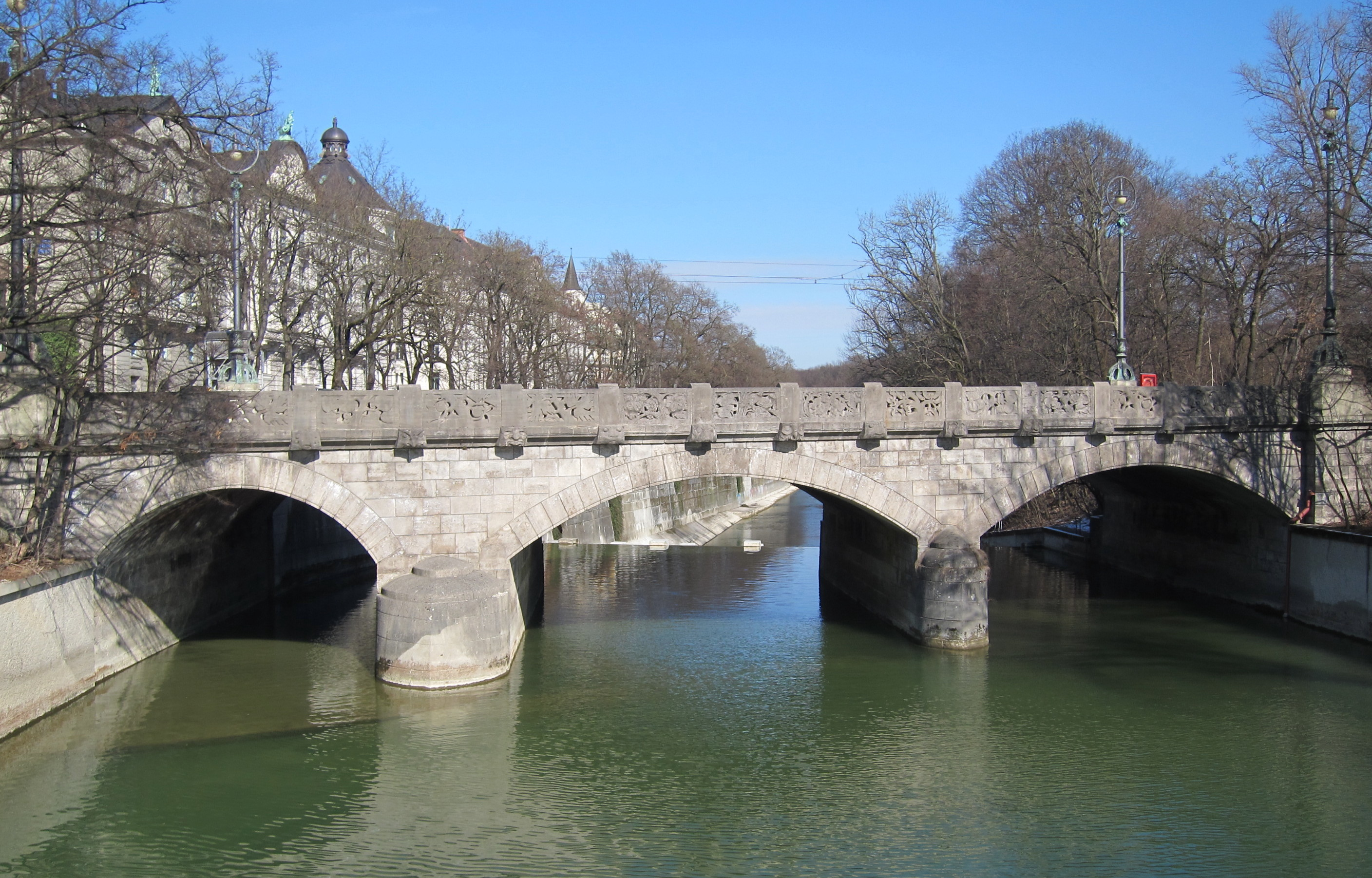
Puente de Maximiliano sobre el Isar

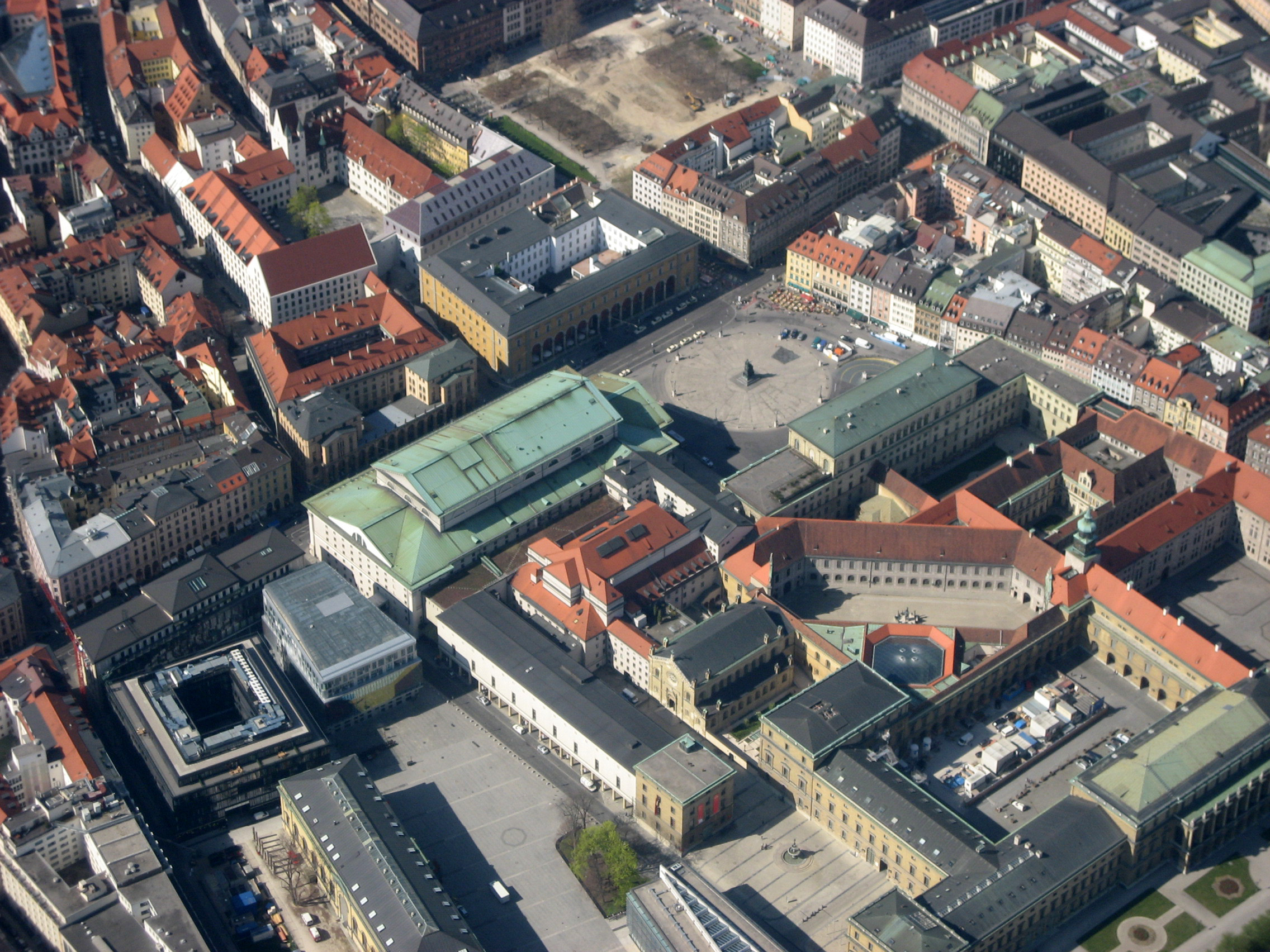
Vista aérea con el Teatro Nacional de Múnich y la Residencia de Múnich

Maximilianstraße o Calle de Maximiliano es una de las cuatro avenidas principales de Múnich, Alemania.
Su estilo arquitectónico combina elementos de distintas épocas, como el gótico y el renacentista,lo que ha provocado muchas críticas. Sin embargo, la Maximilianstraße tiene un diseño urbano único en Múnich.
Es hoy sede de casas de moda y negocios de alta calidad, así como hoteles y teatros. Bordea el lado del Teatro Nacional y la Residencia de Múnich.
La Maximilianstraße se inicia en el Max-Joseph-Platz en dirección sureste hasta el Río Isar, lo cruza por el Puente de Maximiliano sobre la isla de Prater y termina en el Maximilianeum.
La prolongación oriental de la Maximilianstraße es la circunvalación del Maximilianeum llamada Max Planck-Straße.
Severamente dañada durante los bombardeos de la Segunda Guerra Mundial, terminó de restaurarse el año 2002.

## Lugares de interés
- Hotel Hamburg (Maximilianstraße 17) (Gottgetreu Rudolf, 1856-1858)
- Schauspielhaus (Maximilianstraße 26-28)
- Gobierno de la Alta Baviera (Maximilianstraße 39) (Bürklein Friedrich, 1856 a 1864)
- Museo Nacional Bávaro (ahora Museo Nacional de Etnología de Múnich, Maximilianstraße 42) (Eduard Riedel, 1858-1865)
- Maximilianeum (al lado de la Fundación Maximilianeum, hoy también la sede del Parlamento del Estado de Baviera, Max-Planck-Str.1) (Bürklein Friedrich, 1857-1874)
- Museo Nacional de Etnología
- Hotel Vier Jahreszeiten[1]
- ZKMax, espacio de arte underground de la ciudad de Múnich
- Teatro de la Residencia
- Teatro Nacional de Múnich (sede de la Ópera Estatal de Baviera)
- Teatro de Cuvilliés
- Teatro de Cámara de Múnich (Münchner Kammerspiele)
- Wilhelms Gymnasium (Escuela Secundaria a la que asistieron Johannes R. Becher, Anton Diabelli, Carl Jung, Golo Mann y Klaus Mann, entre otros)
- Estatua del rey Maximiliano II, llamado Maxmonument (Caspar von Zumbusch, 1875)
- Figura colosal de Palas Atenea (lado norte del puente de Maximiliano) (Franz Drexler, 1906)
- Estatua de Erasmo
- Fuente de África en la alcaldía Alois von Erhardt (en la isla entre las dos secciones del puente) (Karl Hocheder Viejo, 1893)